# Viviers (tổng)
Tổng Viviers là một tổng của Pháp nằm ở tỉnh Ardèche trong vùng Rhône-Alpes.
Tổng này được tổ chức xung quanh Viviers ở quận Privas. Độ cao biến thiên từ 55 m (Le Teil) đến 664 m (Aubignas) với độ cao trung bình là 142 m.

## Hành chính
| Giai đoạn   | Ủy viên           | Đảng             | Tư cách                             |
| ----------- | ----------------- | ---------------- | ----------------------------------- |
| 1980-2004   | Robert Chapuis    | Đảng xã hội Pháp | Thị trưởng Teil d'Ardèche           |
| depuis 2004 | Olivier Peverelli | Đảng xã hội Pháp | Thị trưởng Le Teil depuis mars 2008 |

## Các đơn vị hành chính
Tổng Viviers bao gồm 6 xã với dân số 13 619 người (điều tra năm 1999, dân số không tính trùng).
| Xã              | Dân số | Mã bưu chính | Mã insee |
| --------------- | ------ | ------------ | -------- |
| Alba-la-Romaine | 1 135  | 07400        | 07005    |
| Aubignas        | 337    | 07400        | 07020    |
| Saint-Thomé     | 358    | 07220        | 07300    |
| Le Teil         | 7 999  | 07400        | 07319    |
| Valvignères     | 377    | 07400        | 07332    |
| Viviers         | 3 413  | 07220        | 07346    |

## Thông tin nhân khẩu
| 1962                                                     | 1968   | 1975   | 1982   | 1990   | 1999   |
| -------------------------------------------------------- | ------ | ------ | ------ | ------ | ------ |
| 13 133                                                   | 13 685 | 12 988 | 13 016 | 13 105 | 13 619 |
| Nombre retenu à partir de 1962 : dân số không tính trùng |        |        |        |        |        |